# Licuala patens
Licuala patens är en enhjärtbladig växtart som beskrevs av Henry Nicholas Ridley. Licuala patens ingår i släktet Licuala och familjen Arecaceae. Inga underarter finns listade i Catalogue of Life.